# Julij Born
Julij Born, nemški baron in bančnik, * 1840, Berlin, † 5. februar 1897, Brighton, Združeno kraljestvo.
Ko se je v 19. stoletju pričela KID modernizirati, je za obnovo in posodobitev jeseniških železarskih obratov potrebovala veliko denarja, ki ga pa družba ni imela.
Bolj ali manj uspešno so iskali kredite. Pri pridobitvi potrebnih finančnih sredstev je imel veliko vlogo berlinski finančnik Julij Born, ki je s svojim kapitalom omogočil posodobitev železarne z gradnjo Siemens-Martinovih peči.
Born je že od leta 1888 prihajal na Gorenjsko, kjer je na povabilo direktorja jeseniške železarne Hugona Noota hodil na lov v tržiške gozdove, ki so bili v lasti KID-a. Born, ki je bil prevzet nad lepotami teh gozdov, je že po nekaj letih vzel v zakup lovno pravico. Po nekaj letih se je odločil, da od KID-a odkupi tržiške gozdove. Pogajanja o nakupu so bila končana 1891.
S prihodom Julija Borna se začenja v zgodovini tržiških gozdov obdobje sistematičnega urejanja gozdnega gospodarstva, graditve gozdnih prometnic, gospodarskih poslopij in naprav za predelavo lesa.
V Puterhofu, kot se je do leta 1955 imenoval današnji Jelendol, si je dal novi lastnik gozdov zgraditi dvorec z imenom Sveta Katarina. Leta 1895 je od Čadovlje pri Tržiču do Jelendola zgradil cesto in na potoku Dovžanka zgradil malo hidrocentralo z dvema generatorjema, ki sta pri 720 vrtljajih na minuto proizvajala elektriko vsak po 15 KW, pri napetosti 120 V. Elektriko iz domače hidroelektrarne so uporabljali za razsvetljavo in pogon žage, ki so jo 1895 postavili blizu dvorca.
Okoli leta 1890 je Born od francoske družbe Illyrische Quecksilger Gewerkschaft odkupil skupaj z zemljišči okoli njega Šentanski rudnik živega srebra.
Nenadna smrt Julija Borna je razvoj Jelendola za nekaj let ustavila. Njegovi trije otroci so bili še mladoletni. Z zapuščino so upravljali varuhi, ki pa za nadaljnje naložbe niso imeli posluha in so odlašali z odločitvami. Kraj je dobil nov zagon šele ob polnoletnosti dedičev.